# Boniface Ambani
Boniface Ngairah Ambani (sinh ngày 4 tháng 11 năm 1982 ở Naivasha) là một cầu thủ bóng đá người Kenya đã giải nghệ.

## Sự nghiệp
Ông là vua phá lưới của Giải bóng đá ngoại hạng Kenya 2006 với 20 bàn cho Tusker, ký hợp đồng với câu lạc bộ Ấn Độ East Bengal Club đầu năm 2006.
Ông trải qua mùa giải cuối cùng với câu lạc bộ Tanzania Young Africans, ghi 18 bàn trong 22 trận. Sau chấn thương gân Achilles, ông giải nghệ vào năm 2010.